# Алфред Хейдок
Алфред Петрович Хейдок (1892 – 20 юни 1990) е руски писател, ученик на Николай Рьорих.

## Биография
Алфред Петрович Хейдок е роден през 1892 в един от най-живописните кътове на Латвия, в чифлика Долес, недалеч от река Амата. Когато бил на три години, семейството се преселило в друга област, в чифлика Адлер, където преминало детството на бъдещия писател. Когато станал на осем години, майка му започнала да го учи да чете. Не минало много време и всички книги от домашната библиотека и от съседните чифлици били вече прочетени от малкия Алфред. На дванайсет години той намерил старинната Библия на баба си в кожена подвързия и я прочел от начало докрай.
Когато навършил 16 години, чичо му Карл го взел със себе си в Тверска губерния да работи в дъскорезен завод. Скоро след това там се преселило и цялото семейство. Юношата обикнал този край около горното течение на Волга. Годините летели една след друга. Започнала Първата световна война. Хейдок бил призован на военна служба и работил на фронта като санитар. През пролетта на 1917 в гр. Благовещенск се запознава с бъдещата си съпруга. Вълната на революцията отнася Хейдок и жена му в Харбин, Китай. Потокът от бежанци е огромен. В града цари бедност и безработица.
Тук, в Харбин, в края на април 1934, Хейдок се среща с Николай Рьорих, когото приема за свой Учител. От самия Рьорих Хейдок научава за Учението Жива Етика, двамата беседват за Новата Ера на планетата, за новото човечество, за сътрудничеството и братството между народите. През 1934 Хейдок издава и първата си книга с разкази – „Звездите на Манджурия“, с предговор от Николай Рьорих. Няколоко десетилетия по-късно, в статия, посветена на стогодишнината от рождението на своя Учител, Хейдок ще си спомни, как в своите беди и нещастия хората са идвали при великия Мислител и Художник, за да получат от него не материална, а именно духовна помощ. Докосването до необятния духовен свят на Рьорих оставя в съзнанието на писателя незабравима следа. Той става един от основателите и най-активни участници на Харбинското Рьорихово дружество.
През 1947 Хейдок се завръща в СССР, почти веднага след това е репресиран и прекарва 10 години по лагери и затвори. Тежките изпитания силно влошават здравето му, но не сломяват неговия дух. Веднага след излизането си на свобода, макар и с увредено зрение, той се заема с превода на третия том на „Тайната Доктрина“ на Елена Блаватска на руски език (първите два тома са преведени от Елена Рьорих). Следвайки съветите на своя Учител, Хейдок се заселва в планината Алтай, в гр. Змеиногорск, където не престава да твори до смъртта си, дори и след като напълно ослепява, като диктува текстовете си на своята вярна помощница Людмила Вертоградская. Превежда „Теософски тълковник“ на Елена Блаватска и други произведения, пише книгата „Дъга на чудесата“ – цикъл от разкази по истински случаи, някои от тях от собствената му биография, в които прави опит да даде обяснение на редица необяснени и непризнати от официалната наука феномени. Сътрудничи и помага на всички, чиито усилия са насочени към популяризирането в Русия на творческото наследство на семейство Рьорих.
Едва през 90-те години книгите на Хейдок започват да достигат до руските читатели. Със своя безупречен стил и най-вече с идейното си богатство, породено от ярката индивидуалност и неповторимия жизнен път на техния автор, те спечелват заслужено признание. Днес в Русия се организират научни и философски форуми, посветени на творчеството на Хейдок, книгите му продължават да се преиздават и се радват на широк читателски интерес.